# Nigel de Aubigny (Cainhoe)
No confundir con Nigel de Aubigny (m. 1129)
Nigel de Aubigny también Néel d'Aubigny,  Nigel d'Albini y Nele (c. 1055-1107), fue un caballero anglonormando, señor de Aubigny y del castillo de Cainhoe (cerca de Ampthill). Era hijo de Guillaume d'Aubigny (c. 1010-1068) y de Adélaïs FitzOsulf du Plessis, heredera de Belvoir (c. 1027-1088), hija de Osulf II de Bamburgh. Descendiente directo del vikingo Malahulc y los primeros señores de Saint-Sauveur.
Leal a Guillermo I de Inglaterra, siguió al rey en la conquista normanda de Inglaterra por lo que recibió varios feudos según aparece en el Libro Domesday, principalmente en Bedfordshire. Los feudos de Bedfordshire se repartían entonces entre tres nobles: Hugo de Beauchamp (c. 1050-1114), William le Fleming (c. 1059-1150, padre de John le Fleming uno de los doce caballeros de Glamorgan) y Nigel.

## Herencia
Se casó con Amicea de Ferrers (c. 1068), hija de Enrique de Ferrières. Fruto de esa relación nacieron varios hijos:
- Henry de Ferrers d'Aubigny [Cainhoe] (c. 1105-1162);
- William de Ferrers d'Aubigny [Cainhoe];
- Nigel de Ferrers d'Aubigny [Cainhoe];
- Adelisa d'Aubigny [Cainhoe], esposa de Richard FitzOsbert;[1]